# Tetsu Kariya
Tetsu Kariya (雁屋 哲, nato 戸塚 哲也 Tetsuya Totsuka) (Pechino, 10 giugno 1941) è un fumettista e saggista giapponese.

## Biografia
Diplomato alla Tokyo University, lavora presso una grande agenzia pubblicitaria prima di debuttare come mangaka nel 1974 assieme a Rioychi Ikegami nel manga Otoko Gumi.  Poco dopo crea un'altra opera: Ginga senshi Apolon (lett. Apolon, il guerriero galattico) assieme al disegnatore Shigeru Tsuchijama. La trama di questo manga, inedito in Italia, fu modificata e riadattata dallo stesso Kariya per trarne una storia aderente ai canoni della fantascienza robotica, in gran voga in quegli anni, creando il soggetto originale per l'anime UFO Diapolon - Guerriero spaziale, prodotto dalla Eiken nel 1976 e giunto anche in Italia nel 1982. Nel 1979 Tetsu Kariya crea le serie tokasatsu Megaloman, uno dei lavori più apprezzati.
Il 1982 è l'anno in cui Tetsu Kariya realizza la sceneggiatura di Oishinbo, manga di cucina disegnato da Akira Hanasaki, che verrà premiato nel 1987 come miglior manga (non appartenente alle categorie Shonen, Shojo e Kodomo) durante il Premio Shogakukan per i manga. Altri lavori di Tetsu Kariya sono inediti e pressoché sconosciuti al pubblico italiano.